# هاملت آصفیان
هاملت آصفیان (ارمنی: Համլետ Ասեֆյան ) بازیکن فوتبال بازنشسته در پست مهاجم ارمنی‌تبار اهل ایران است که در دسته اول باشگاه‌های تهران بازی می‌کرد.

## باشگاهی
از باشگاه‌هایی که در توپ زده‌است می‌توان آرارات تهران را اشاره کرد.

### گل‌ها
| هفته   | تاریخ | مکان | حریف  | گل وی | نتیجه | رویداد                            |
| ------ | ----- | ---- | ----- | ----- | ----- | --------------------------------- |
| ۲ام    | ۱۳۴۳  |      | عقاب  | ۲–۰   | ۳–۰   | گروه دوم دسته اول باشگاه‌های تهران |
|        | ۱۳۴۴  |      | پولاد | ۳–۰   | ۵–۱   | دسته اول باشگاه‌های تهران          |
| پایانی | ۱۳۴۵  |      | شعاع  | ۱–۰   | ۴–۱   |                                   |
| ۲ام    | ۱۳۴۸  |      | دیهیم | ۲–۰   | ۲–۱   |                                   |